# جنسیس ریسکو
جنسیس ریسکو (به انگلیسی: Génesis Reasco،  زادهٔ ۱۸ ژوئیهٔ ۱۹۹۸) یک کشتی‌گیر آزادکار اهل کشور اکوادور است. وی سابقه حضور در المپیک ۲۰۲۴ پاریس را دارد.  